# Nagisa no Sindbad
Nagisa no Sindbad (jap. 渚のシンドバッド, Nagisa no Shindobaddo, dt. „Sindbad vom Strand“), auch bekannt unter dem engl. Titel Like Grains of Sand,  ist ein Coming-of-Age-Filmdrama von Regisseur Ryosuke Hashiguchi, gedreht im Jahr 1995 in Japan. Kinostart war der 16. Dezember 1995. Bisher wurde der Film nicht im deutschen Raum veröffentlicht. Eine der Hauptrollen spielt Ayumi Hamasaki, die nach dem Film ihre Schauspielkarriere beendete und einige Jahre später eine sehr erfolgreiche Musikkarriere begann.

## Handlung
Shuji Ito und Hiroyuki Yoshida sind 16 Jahre alt, Klassenkameraden an einer japanischen Oberschule und beste Freunde. Ihre Freundschaft wird jedoch auf die Probe gestellt, als beide beginnen, sich zu verlieben. Während Ito langsam Gefühle für seinen besten Freund entwickelt, verliebt sich Yoshida in Kasane Aihara, eine neue und verschlossene Mitschülerin der beiden. Als sich Ito mit Aihara anfreundet und ihr schließlich gesteht, was er für Yoshida empfindet, geht diese erst einmal auf Distanz zu Yoshida. Es entsteht eine komplizierte Dreiecksbeziehung, in der die drei Hauptpersonen versuchen, die Gefühle des jeweils anderen nicht zu verletzen. Yoshida möchte seinem besten Freund klarmachen, dass er nicht mit ihm zusammen sein kann, während Aihara aus Rücksicht auf Ito keine Beziehung mit Yoshida eingehen will. Die Freundschaft der Drei droht an der komplizierten Situation zu zerbrechen. Yoshida beginnt seinen ehemals besten Freund zu meiden und versucht stattdessen alles, um an Aihara ranzukommen.
Schließlich reist Aihara ein paar Tage vor den Sommerferien, nachdem sie sich krankgemeldet hat, in ihre kleine Heimatstadt zurück, um vor allem von Yoshida Abstand zu finden. Als Yoshida erfährt, dass Aihara vergewaltigt wurde und sie deshalb so distanziert ist, beschließt er, ihr nachzureisen. Gemeinsam mit Ito, der als einziger weiß, wo sich der Ort befindet, fährt er zu Aihara und bittet sie um Verzeihung. Aihara will ihn jedoch nicht sehen und ist zudem sauer auf Ito, dass er ihn zu ihr gebracht hat.
Die Begegnung der drei endet nachts am Strand in einer heftigen Konfrontation. Aihara will wissen, ob Yoshida sich auch in sie verliebt hätte, wenn sie selbst ein Junge wäre. Als er ihr immer wieder versucht zu erklären, dass er sich nur zu Frauen hingezogen fühlt, zerrt sie ihn wortlos weg und will mit ihm schlafen. Ito sieht die beiden, wie sie einander küssen, und schwimmt daraufhin aufs Meer hinaus, wo er beinahe ertrinkt. Nur in letzter Sekunde kann ihn Yoshida retten, der es zuvor nicht geschafft hat, mit Aihara zu schlafen. Nachdem Yoshida Ito wiederbeleben konnte, sitzen die beiden am Strand und werden von einer wütenden Aihara mit Sand beworfen. Am Ende umarmt Aihara jedoch weinend die beiden.

## Auszeichnungen
Mainichi Film Concours
- 1996 – Bestes Drehbuch

Internationales Filmfestival Rotterdam
- 1996 – Tiger Award

International Gay & Lesbian Film Festival Turin
- 1997 – Bester Spielfilm